# Киев-19
Ки́ев-19 — малоформатный однообъективный зеркальный фотоаппарат с полуавтоматической установкой экспозиции, выпускавшийся на киевском заводе «Арсенал» с 1985 года.
Третий советский однообъективный зеркальный фотоаппарат с байонетом F, пришёл на смену камере «Киев-20» как упрощённая и более дешевая модель. Стоимость фотоаппарата в 1980-е годы составляла 150 рублей. Первым аппаратом с байонетом F был «Киев-17» без экспонометрического устройства.
С 1991 года выпускался фотоаппарат «Киев-19М» с изменённым дизайном и поддержкой системы Nikon AI, позволяющей измерять экспозицию при открытой прыгающей диафрагме.

## Технические характеристики
- Тип применяемого фотоматериала — 35-мм перфорированная фотокиноплёнка шириной 35 мм (фотоплёнка типа 135) в стандартных кассетах. Размер кадра — 24×36 мм.
- Корпус — литой из алюминиевого сплава, с открывающейся задней стенкой, скрытый замок. Задняя стенка при необходимости снимается. Автоматически сбрасывающийся счётчик кадров.
- Курковый взвод затвора и перемотки плёнки. Курок имеет два положения — рабочее и транспортное. Обратная перемотка рулеточного типа. В отличие от камеры «Киев-20» возможность мультиэкспозиции отсутствует.
- Затвор — механический, ламельный с вертикальным ходом двух пар металлических ламелей. Диапазон выдержек затвора сокращён по сравнению с «Киевом-20» — от 1/2 до 1/500 сек, и «B». Выдержка синхронизации с электронной фотовспышкой — 1/60 с.
- Центральный синхроконтакт и кабельный синхроконтакт «Х».
- Штатный объектив — «МС Гелиос-81Н» 2/50. Резьба для крепления светофильтров М52×0,75 мм.
- Репетир диафрагмы совмещён с кнопкой включения экспонометрического устройства.
- Тип крепления объектива — байонет F, рабочий отрезок 46,5 мм.
- Фокусировочный экран — линза Френеля с матовым кольцом, микрорастром и у малой часть фотоаппаратов имеются клиньями Додена. Поле зрения видоискателя — 23×35 мм, площадь зрения визира охватывает 93 % площади кадра.
- Автоспуск отсутствует
- Резьба штативного гнезда — 1/4 дюйма.

## Экспонометрическое устройство
«Киев-19» — фотоаппарат с TTL-экспонометром и полуавтоматической установкой экспозиции при закрытой до рабочего значения прыгающей диафрагме.
Экспонометрическое устройство с двумя сернисто-кадмиевыми (CdS) фоторезисторами, обеспечивает центровзвешенный замер с приоритетом нижней части кадра. Из-за особенностей фотоприёмника измерение обладает заметной инерционностью при малых освещённостях. Светодиодная индикация о работе экспонометрического устройства в поле зрения видоискателя. При нажатом репетире диафрагмы, включающем экспонометр, вращением колец устанавливается правильное сочетание выдержки и диафрагмы. Нормальной экспозиции соответствует одновременное свечение или мигание двух светодиодов. Свечение только одного светодиода информирует о неправильной установке экспозиции: верхний — передержка, нижний — недодержка. Диапазон светочувствительности фотоплёнки 16-500 ед. ГОСТ. При применении светофильтров автоматически вносятся поправки на их плотность.
Источник питания полуавтоматической экспонометрии — два элемента СЦ-32, МЦ-0,105 (современный аналог LR-44, AG-12).

## Галерея
|                |               |                       |
| Верхняя панель | Объектив снят | Задняя стенка открыта |

## Объективы с байонетом Nikon (СССР)
В советской литературе байонет F именовался как байонет Н.
| Объектив       | Фокусное расстояние | Относительное отверстие |
| -------------- | ------------------- | ----------------------- |
| МС Мир-20Н     | 20                  | 3,5                     |
| МС Мир-24Н     | 35                  | 2                       |
| МС Волна-8Н    | 50                  | 1,2                     |
| МС Гелиос-81Н  | 50                  | 2                       |
| МС Калейнар-5Н | 100                 | 2,8                     |
| Телеар-Н       | 200                 | 3,5                     |
| МС Янтарь-14Н  | 28 — 85             | 2,8 — 3,5               |
| МС Гранит-11Н  | 80 — 200            | 4,5                     |
| МС Яшма-4Н     | 300                 | 2.8                     |